# Мореруела-де-Табара
Мореруела-де-Табара (ісп. Moreruela de Tábara) — муніципалітет в Іспанії, у складі автономної спільноти Кастилія-і-Леон, у провінції Самора. Населення — 401 особа (2010).
Муніципалітет розташований на відстані близько 240 км на північний захід від Мадрида, 34 км на північ від Самори.
На території муніципалітету розташовані такі населені пункти: (дані про населення за 2010 рік)
- Мореруела-де-Табара: 221 особа
- Санта-Еулалія-де-Табара: 180 осіб

## Демографія
Динаміка населення (INE ):